# 曹交
曹交，戰國時人，生卒年不詳。趙岐認為是曹國國君之弟，亦有說認為曹交只是曹國遺民。毛奇齡認為，曹交實為鄒國國君之弟。有說認為曹交為孟子弟子。

## 生平
曹交在趙岐注《孟子》中紀載為曹國國君之弟，但根據《左傳》，當時曹國應已滅亡，故王應麟、胡爌、閻若璩等人認為曹交只是以國為氏的曹國遺民。清代惠士奇認為，宋國滅曹國後，曹國應仍為宋國的附庸，所以戰國時期仍有曹國國君。張南士、毛奇齡則認為，曹國國君在其餘戰國時期相關文獻皆無記載，因此曹國可能並未延續到戰國時，但曹交可以面見鄒國國君，並向其要求館舍居住，因此應為同樣以曹為氏的鄒國國君之弟。
曹交曾問孟子，是否人人都能成為堯、舜。孟子回答是，並指出堯、舜之道不過是孝悌而已。曹交說，他希望向鄒國國君借一處館舍居住，然後在孟子門下受教。孟子婉拒曹交，並說隨處都有老師，不必只求學於自己門下。。有說認為，儘管孟子拒絕了曹交的拜師，但仍已經教誨了曹交。